# Naturgy
A Naturgy (anteriormente Gas Natural Fenosa) é uma empresa espanhola de serviços públicos de gás natural e energia elétrica, que atua principalmente na Espanha, mas conta com operações na América Latina, Austrália, Estados Unidos e em partes da Europa. A sede administrativa da empresa fica em Barcelona.

## História
Em 1841, o técnico francês Charles Lebon e o financista Pedro Gil e Babot venceram o contrato para a iluminação de gás da cidade de Barcelona em leilão, após a instalação de postes de gás no centro de Madrid, ocorridos em 1832.
Em 1842, começou a construção no bairro de La Barceloneta, em Barcelona, da primeira fábrica de gás manufaturado da Espanha, que utiliza carvão como matéria-prima. Os primeiros candeeiros a gás são inaugurados em Barcelona.

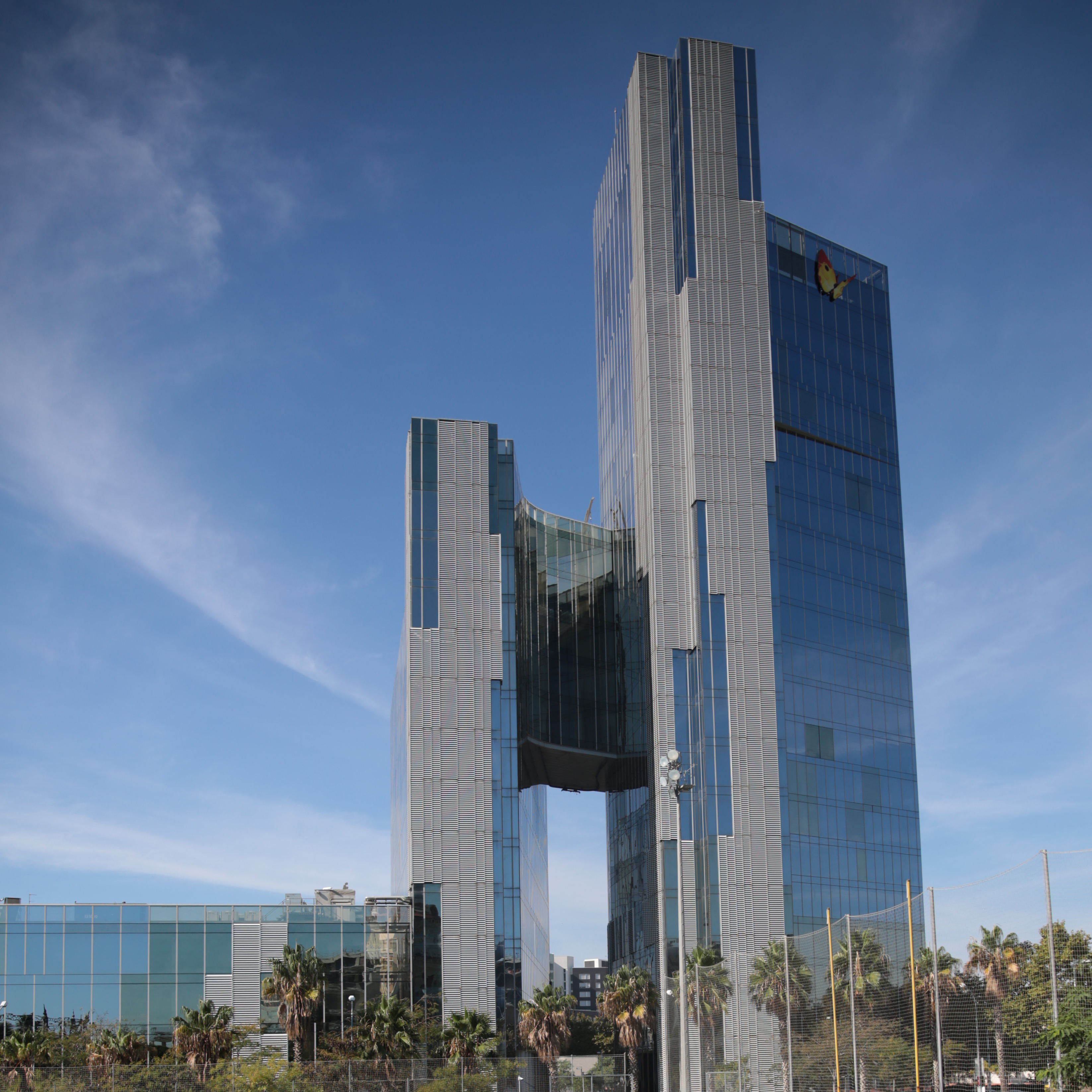
Edifício Gas Natural em La Barceloneta, Barcelona.

Em 1896, e com a ajuda de uma multinacional francesa, a Sociedad Catalana para el Alumbrado de Gas (SCAG) entrou no setor de eletricidade com a construção da Usina Termelétrica de Vilanova, em Barcelona. Posteriormente, desenvolve outras usinas térmicas e cachoeiras nos Pireéeus de Huesca.
Em 1912, a Sociedad Catalana para el Alumbrado por Gas (SCAG) reorientou parcialmente seus negócios no setor elétrico e mudou seu nome para Catalana de Gas y Electricidad (CGE) e integrou todos os ativos e participações elétricas na controladora do grupo.
Em 1969, através de sua joint-venture com a Exxon, a Gas Natural, a era do gás natural começou na Espanha: estabeleceu contratos de fornecimento com a Líbia e a Argélia, construiu um navio-tanque de metano com tecnologia criogênica e colocou em operação a planta de regaseificação de Barcelona. e, assim, desenvolve o mercado de GNL no país.
Em 1987, a Catalana de Gas y Electricidad mudou seu nome para Catalana de Gas.

### Fusão daCatalana de GascomGas Madrid
Em 1991, surgiu o Gas Natural SDG, com a fusão da Catalana de Gas, Gas Madrid e os ativos de distribuição de gás canalizado contribuídos pelo Grupo Repsol, ainda pertencente ao Instituto Nacional de Hidrocarbonetos. Posteriormente, a empresa adquire a Enagás, uma empresa estatal espanhola dedicada ao transporte e regaseificação cujas ações finalmente vende em 2009.
Em 1992, nasceu a Catalana de Gas Foundation (subsequentemente Gas Natural Foundation e atualmente Naturgy Foundation). Desde 1992, o Grupo Gas Natural inicia sua expansão internacional com a entrada no mercado argentino, e recebe uma licença de distribuição de gás em Buenos Aires.
Em 1996, o gasoduto Maghrebe-Europe entrou em operação, conectando a Península Ibérica aos campos de gás natural argelino de Hassi R'Mel. O grupo também tem uma fábrica em Damietta, Egito, que compartilha com a empresa italiana ENI e que hoje está paralisada pela situação política naquele país e pela falta de gás.
Em 1997, a Gas Natural SDG entrou nos mercados do Brasil, México e Colômbia, com os quais o grupo consegue fortalecer sua presença na América Latina. Depois de reforçar sua presença nesses países, também expandiu seus negócios para o Chile e o Panamá.
Em 2002, aproveitando a privatização do setor elétrico na Espanha, a Gas Natural SDG entrou no negócio de venda de eletricidade, com o início de sua primeira usina de geração de energia em ciclo combinado em San Roque. Sua subsidiária Gas Natural Europe recebe um prêmio no fornecimento de gás da região de Paris por fornecer gás por 2 anos a 208 municípios da região metropolitana e em Portugal tornou-se o primeiro operador independente, com 15% no segmento industrial.
As operações de comércio de gás iniciadas em 1999 culminam em 2005 com a constituição da "Repsol Gas Natural LNG", para comercialização, comercialização e transporte de GNL, bem como o desenvolvimento de projetos de exploração.
Entre 2005 e 2009, a Gas Natural se consolida no setor elétrico, fazendo várias abordagens para as empresas concorrentes. Após meses de negociações sombrias, em 2006 foi realizada uma aquisição hostil da Endesa, que fracassou. Finalmente, em 2009, foi lançada uma oferta pública de aquisição para outra empresa espanhola de eletricidade, a Unión Fenosa.

## Sede
O complexo administrativo da sede da empresa, Edifício Gas Natural ou Torre Mare Nostrum, está localizado no bairro de La Barceloneta, no bairro Ciutat Vella, em Barcelona. Sua sede está sendo transferida para Madrid.
O arranha-céu foi projetado no estilo arquitetônico de alta tecnologia pela empresa de arquitetos EMBT Architects, Enric Miralles e Benedetta Tagliabue, e foi concluído em 2005.

## Atuação no Brasil
A Naturgy atua no Brasil desde 1997, quando a Gas Natural SDG (antigo nome da empresa) adquiriu em leilão de privatização realizada na Bolsa de Valores do Rio de Janeiro, as empresas CEG e Riogás (que mais tarde mudaria seu nome para CEG Rio) pelo valor de R$ 622,1 milhões.
Em 26 de abril de 2000, a Gas Natural SDG ganhou a licitação convocada pela Comissão de Serviços Públicos de Energia (CSPE) do estado de São Paulo, para outorga de concessão para a exploração de serviços de distribuição de gás canalizado na área sul do Estado. Em 2001, inaugurou sua sede, na cidade de Sorocaba.
Em 2009, o grupo se fundiu com a Unión Fenosa, dando origem ao Grupo Gás Natural Fenosa. Em 2011, ocorre a mudança da marca nos Estados, passando a se chamar Gas Natural Fenosa. Em 2018, trocou novamente a marca e passou a chamar-se Naturgy.